# Thomas Hippius
Thomas Hippius (* 21. Augustjul. / 1. September 1762greg. in Tallinn; † 13. Oktoberjul. / 25. Oktober 1819greg. in Nissi) war ein deutschbaltischer Pastor.

## Leben und Werk
Thomas Hippius wurde als Sohn des Kaufmanns Jacob Johann Hippius (1738–1806) und dessen Ehefrau Helene Sophia Richmann (1742–1821) in der estländischen Hauptstadt Reval (Tallinn) geboren.
Er besuchte das 1631 gegründete „Kaiserlich-Städtische Gymnasium“, das heutige Gustav-Adolf-Gymnasium, in Tallinn. Ab 1782 studierte er Evangelische Theologie und Kameralistik an der Universität Jena. Im Februar 1786 wurde er zum Pfarrer ordiniert. Von 1786 bis zu seinem Tod 1819 war Thomas Hippius Pastor der Kirchengemeinde im estländischen Nissi.
Neben seiner Tätigkeit als Pfarrer beschäftigte sich Hippius stark mit wirtschaftlichen und Agrarfragen. Unter anderem veröffentlichte er 1798 sein bekanntestes Werk, ein zweiteiliges Handbuch zur Verbesserung der Landwirtschaft im Sinne der Aufklärung unter dem Titel Wünsche und Vorschläge in Absicht auf die Abschaffung der Brache und Einführung der Wechselwirthschaft mit besonderer Rücksicht auf die Öconomien Ehst- Lief- und Kurlands.

## Familie
Thomas Hippius war mit Marie Elisabeth Hippius, geb. Lindfors (1761–1799) verheiratet. Der deutschbaltische Maler und Lithografen Gustav Adolf Hippius (1792–1856) ist ein Sohn des Paares. Dessen Sohn ist der Architekt Otto Pius Hippius (1826–1883).

## Auszeichnungen
- Predigerkreuz für 1812 (1818)[1]

## Werke
- Wünsche und Vorschläge in Absicht auf die Abschaffung der Brache und Einführung der Wechselwirthschaft mit besonderer Rücksicht auf die Öconomien Ehst- Lief- und Kurlands nebst Bekanntmachung des zuverlässigsten Mittels die zerstörenden Wirkungen des Rockenwurms zu heben, von Thomas Hippius Predigern zu Nissi im westharrienschen Kreisse des Herzogthums Ehstland. Auf Kosten des Verfassers. Reval 1798. In Kommission bey P. G. Bornwasser, Kunst- und Buchhändlern in Reval